# Grote vossenstaart
De grote vossenstaart (oude namen: beemdvossestaart, weide (beemd) vossestaart) (Alopecurus pratensis) is een wilde, zodevormende vaste plant uit de grassenfamilie (Poaceae) met rechtopgaande, soms aan de voet geknikte bloeistengels en met korte uitlopers. De soort komt algemeen voor op rijke, vochtige, iets kalkrijke grond in graslanden, uiterwaarden, dijken, bermen en lichte loofbossen. De plant verdraagt tijdelijke overstromingen goed. De hoogte is circa 1,2 m. Het is in het vegetatieve stadium een erg voedzame (hoge voederwaarde) plant en een van de vroegst bloeiende grassoorten. Is door het vroege doorschieten echter niet geschikt als weidegras. De plant bloeit van april tot juni en vaak voor een tweede keer in augustus tot oktober.
In het verleden werd zaad geoogst van de grote vossenstaart voor de inzaai van weiland vanwege de in het voorjaar vroege ontwikkeling. Vooral in Duitsland.

## Eigenschappen
Het gladde blad is groen (enigszins naar blauw neigend), onbehaard en tot 10 mm breed. Wel is het blad soms aan de achterzijde iets ruw. De ribben op de bladbovenzijde zijn vrij ver van elkaar geplaatst. Het tongetje (ligula) is min of meer vierkant en 1-2,5 mm lang.
De aartjes zijn afgeplat en ovaal. Ze zijn 4–6 mm lang, eenbloemig en behaard met lange wimperharen. Op het onderste kroonkafje zit een kafnaald. Aan ieder takje zitten vier tot tien aartjes, die samen een dichte, smalle aarpluim vormen en die tot 13 cm lang kan worden. De aarpluim is grijsachtig groen tot purperkleurig en voelt zacht aan. De helmhokjes met tot 4 mm lange helmknoppen zijn bleeklila, soms crème-geel, gekleurd. De aarpluim bloeit van boven naar beneden, waarbij als eerste de stempels tevoorschijn komen. De vrucht is een graanvrucht.

## Plantensociologie
Grote vossenstaart is een indicatorsoort voor het mesofiel hooiland (hu) subtype Glanshavergrasland, een karteringseenheid in de Biologische Waarderingskaart (BWK) van Vlaanderen en het Brussels Hoofdstedelijk Gewest.

## Fotogalerij

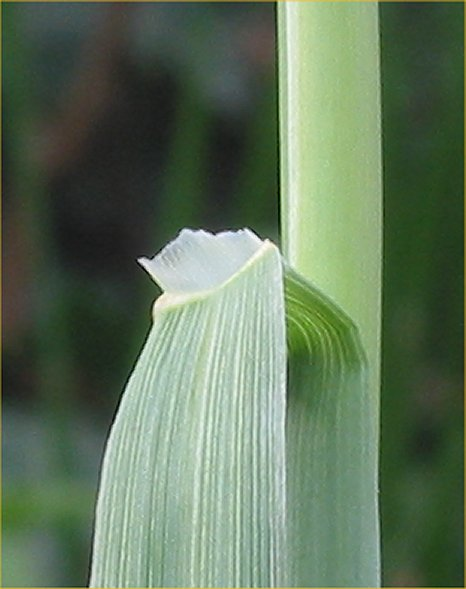
Tongetje bij grote vossenstaart
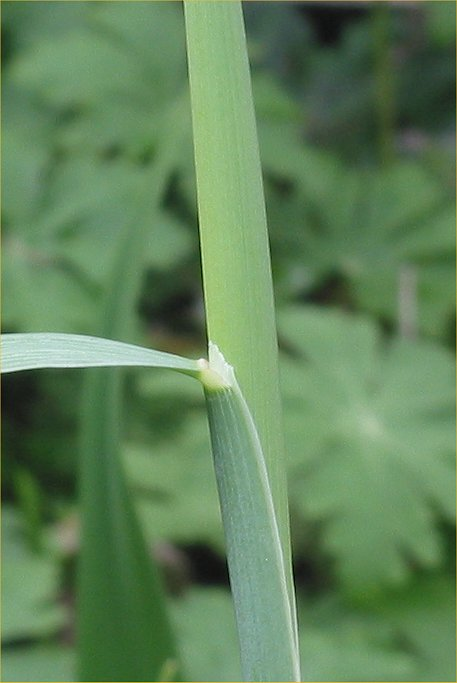
Tongetje bij grote vossenstaart
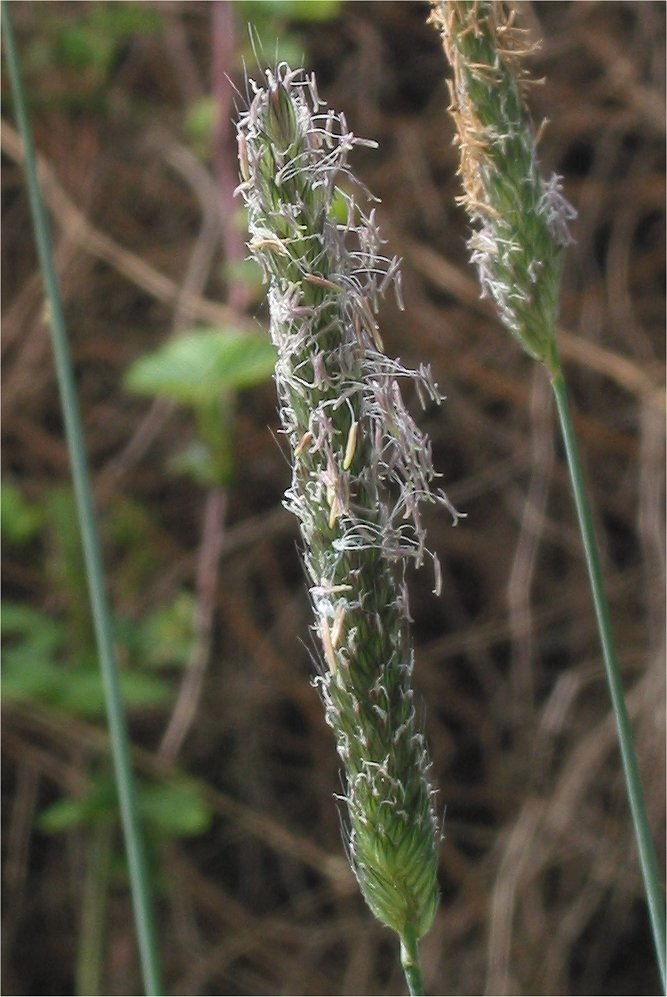
Helmhokjes bleeklila
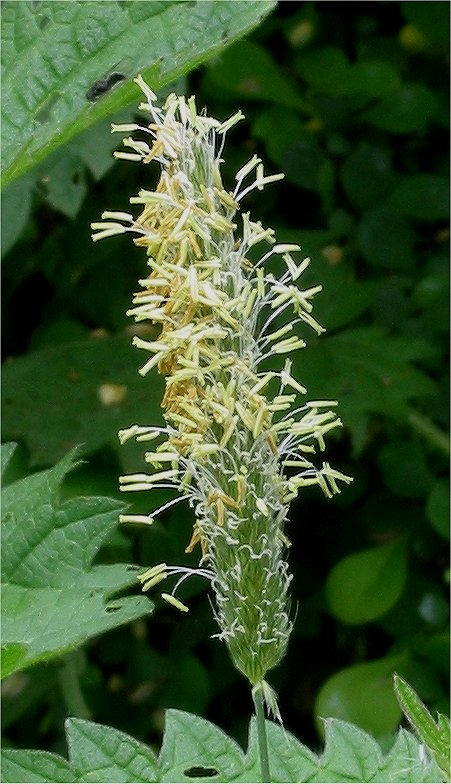
Helmhokjes crème-geel